# Platební účet
Platební účet je bankovní účet, na kterém lze realizovat jak běžné domácí platby, tak i platby zahraniční či SEPA platby. Samozřejmostí je nastavení SIPO, inkasa či trvalé platby.
Některé české banky povolují jako jediné plnohodnotné platební účty – běžné účty klienta. Ostatní klientské účty (spořicí a další) mohou být omezeny výhradně na převody mezi vlastními účty klienta, na převody uvnitř banky nebo sloužit pouze jako vkladové účty.
Opakem platebního účtu může být klientský depozitní nebo úvěrový účet, ale také skrytý technický účet banky, anebo uživatelský účet klienta elektronického bankovnictví.
Základní platební účet je definován jako běžný účet s minimálním souborem služeb, který je dostupný všem, kteří legálně pobývají v EU a nemají jiný běžný účet. Tento typ účtu je určen k provádění základních platebních operací, jako jsou vklady, výběry hotovosti, zadávání platebních příkazů, inkaso, a vydání debetní karty. Banky jsou povinny tento účet poskytovat dle zákona o platebním styku.